# Темна ріка (роман)
«Темна ріка» (англ. The Dark River) — антиутопічний роман Джона Твелф Гоукса. Другий роман із трилогії «Четверте Царство».
Вийшов українською мовою 2008 року у видавництві Книжковий клуб «Клуб сімейного дозвілля» в рамках проєкту «Світові бестселери — українською». Трилогію «Четверте королівство» було перекладено 25 мовами та продано понад 1,5 мільйона книг.

## Анотація книги

### Україна
Рідні брати Майкл і Ґабріел Корріґани наділені здатністю переходити з нашого до інших світів. За це їх названо Мандрівниками. Кожен з них обирає власний шлях. Майкл служить Табулі — організації, що воліє встановити абсолютний контроль над людством. Натомість Ґабріел протистоїть таким намірам спільно зі своїми друзями та охоронницею  — молодою Арлекінкою на ім'я Майя. Обидва брати мусять якнайшвидше відшукати свого батька, теж Мандрівника. Кому пощастить знайти його першим? Хто цього разу переможе в боротьбі сил Добра та Зла?

### США
Два брати народженні расою Мандрівників — пророки, що здатні мандрувати у різні сфери свідомості — щойно дізналися, що їхній давним-давно загублений батько може досі бути живим. Ґабріел, що може стати спасителем людства, хоче захистити його. Проте Майкл хоче знищити свого батька та надію людства на волю. У той час, коли вони змагаються в усьому світі, їхній шалений пошук зіштовхує їх на зустрічних курсах, а доля світу висить на волосині.

## Екранізація
23 березня 2012 року американський інтернет-журнал про новини кіно Deadline.com написав про те, що компанія Warner Bros придбала права на екранізацію трилогії «Четверте Царство».